# Sølvtøj
Sølvtøj er en fællesbetegnelse for husgeråd og andre brugsgenstande af en sølvlegering. Udtrykket bruges ind imellem også ukorrekt om genstande af sølvplet, dvs. af et uædelt metal/metallegering som nysølv overtrukket med et tyndt lag sølv.
Bestik fremstilles ofte i sølv, dog er knivsblade ofte i stål, da sølv et blødt metal.
Klædebørster, hårbørster, håndspejle, lysestager, cigaretetuier og tilsvarende brugsgenstande i sølv kan ikke betegnes som smykker.

## Korpussølv
Derudover fremstilles fade og skåle af sølv, ligesom kaffekander, flødekander og sukkerskåle. Sjældnere ses dækketallerkner af sølv.